# Snihurivka (Crimea)
|  | Per a altres significats, vegeu «Snihurivka». |

Snihurivka (en (ucraïnès): Снігурівка, en rus: Снегирёвка) és un poble de la República Autònoma de Crimea, a Ucraïna, que el 2014 tenia 317 habitants. Pertany al districte rural de Pervomàiske.